# Eric Szmanda
Eric Kyle Szmanda (* 24. červenec 1975, Milwaukee, Wisconsin) je americký herec, nejlépe známý pro roli Grega Sanderse v seriálu Kriminálka Las Vegas.

## Životopis
Narodil se a vyrůstal ve Wisconsinu se svými dvěma bratry. Po studiích se přestěhoval do Los Angeles. Účastnil se konkurzu na roli v seriálu Strážkyně zákona, hrál v seriálu Síť. V roce 2000 získal vedlejší roli v seriálu Kriminálka Las Vegas, ale již v roce 2002 se jeho postava stala jednou z hlavních.
Je dobrým přítelem zpěváka Marilyna Mansona.

## Filmografie
| Rok        | Film/seriál              | Role                   | Poznámky   |
| ---------- | ------------------------ | ---------------------- | ---------- |
| 1998-1999  | Síť                      | Jacob Resh             | 13 epizod  |
| 1999       | Dodge's City             | Johnny Dodge           |            |
| 2000       | Big Time                 | Avery                  |            |
| 2000       | True Vinyl               | Billy Thompson         |            |
| 2000       | Oh Baby                  | Brent                  | 1 epizoda  |
| 2000       | Zoe, Duncan, Jack & Jane | Max                    | 1 epizoda  |
| 2000       | 100 sladkých holek       | Sam                    |            |
| 2000       | FreakyLinks              | Eli                    | 1 epizoda  |
| 2000-dosud | Kriminálka Las Vegas     | Greg Sanders           | 295 epizod |
| 2001       | Strážkyně zákona         | Mark                   | 3 epizody  |
| 2002       | Pravidla vášně           | student filmu          |            |
| 2005       | Little Athens            | Derek                  |            |
| 2005       | Sněhový zázrak           | Luke                   |            |
| 2012       | Nebezpečná touha         | detektiv Dominic Leary |            |